# Prešov (vùng)
Vùng Prešov (tiếng Slovak: Prešovský kraj, phát âm [ˈprɛʃɔʊ̯skiː ˈkraj]) là một vùng nằm ở đông bắc của Slovakia, giáp biên giới với các tỉnh Śląskie, Małopolskie, Podkarpackie của Ba Lan và tỉnh Zakarpatsk của Ukraina. Vùng Prešov có diện tích 8.974,5 km², dân số 818.916 người (năm 2013), mật độ dân số 91 người/km². Vùng có 13 quận huyện, được chia thành 666 đô thị, trong đó có 23 thành phố, thị trấn. Vùng này được thành lập vào năm 1996 và là khu vực đông dân nhất trong số tất cả các vùng của Slovakia. Trung tâm hành chính và cũng là đô thị lớn nhất của vùng là Prešov.

## Địa lý
Vùng này nằm ở đông bắc Slovakia và có diện tích là 8.975 km². Cảnh quan núi non chi phối toàn bộ vùng. Các phần của dãy núi Tatra, High Tatras và Belianske Tatras gần như nằm hoàn toàn trong vùng này, trong đó có đỉnh núi cao nhất Slovakia, Gerlachovský štít (2655 mét). Các dãy núi và cao nguyên khác trong vùng có thể kể đến Cao nguyên Šarišská, Ondavská, Laborec; Dãy núi Čergov, Slanské, Pieniny, Levoča, Bukovec, Vihorlat và vùng đất thấp Đông Slovakia. Các lưu vực chính trong vùng là Lưu vực Podtatranská, lưu vực Hornadská, đồng bằng châu thổ Košice.

## Nhân khẩu học
| Năm            | 1994    | 2004    | 2014    | 2024    |
| -------------- | ------- | ------- | ------- | ------- |
| Số lượng người | 763.911 | 796.745 | 819.977 | 810.008 |
| Sự khác biệt   |         | +4,29%  | +2,91%  | −1,21%  |

| Năm            | 2023    | 2024    |
| -------------- | ------- | ------- |
| Số lượng người | 808.810 | 810.008 |
| Sự khác biệt   |         | +0,14%  |

Mật độ dân số của vùng là khoảng 90,8 người/km², thấp hơn mức trung bình của cả nuơc (110 người/km²). Các đô thị lớn nhất của vùng là Prešov, Poprad, Humenné, Bardejov và Snina. Theo điều tra dân số năm 2011, dân số của cả vùng là 814.527 người, đa số người Slovak (90,7%), người Di-gan (4,0%), người Rusyn (2,7%), người Ukraina (dưới 1%) và Séc (dưới 0,5%).

## Phân cấp hành chính
Vùng có 13 quận huyện, với 666 đô thị, trong đó có 23 thành phố, thị trấn là nơi chiếm một nửa dân số của cả vùng.
- Bardejov
- Humenné
- Kežmarok
- Levoča
- Medzilaborce
- Poprad
- Prešov
- Sabinov
- Snina
- Stará Ľubovňa
- Stropkov
- Svidník
- Vranov nad Topľou